# Philipp Franz Lesage de Richée
Œuvres principales
Kabinett der Lauten (1695)
Philipp Franz Lesage de Richée (ou Le Sage de Richée) est un compositeur et luthiste baroque allemand de la deuxième moitié du XVIIe siècle.

## Biographie
On connaît très peu de choses de la vie de  Philipp Franz Lesage de Richée.
Il est probablement issu d'une famille française immigrée en Allemagne, peut-être des réfugiés religieux.
Selon certaines sources, Lesage de Richée a été l'élève du luthiste français Charles Mouton,,,. Il se dit en outre élève de François Dufaut et Gaultier et cite Dufaut dans certaines de ses pièces.
En 1695, il travaille probablement pour le baron von Neidhart à Breslau.

## Œuvres
Lesage de Richée publie en 1695 (à Breslau ?) un recueil de musique pour luth intitulé Kabinett der Lauten (ou Cabinet der lauten, le Cabinet de luth) et composé de 98 études classées en 12 suites,. Cet ouvrage est composé d'allemandes, de courantes, de préludes, etc.
Alors que l'influence des compositeurs de luth allemands allait prendre le dessus sur le style brisé français à partir du début du XVIIIe siècle, l'influence française est encore évidente dans le recueil de Lesage de Richée, qui constitue un des meilleurs exemples de répertoire de luth allemand influencé par le style français.
Sur le frontispice de ce volume imprimé apparaissent quatre livres empilés avec, sur les reliures, les noms de trois grands luthistes français (Mouton, Dufaut et Gaultier) et celui de Losy, célèbre luthiste de Bohême.